# Henri-Victor Wolvens
Henri-Victor Wolvens, nom d'artiste d'Henri-Victor Wolvenspergens, né le 6 juin 1896 à Bruxelles (Belgique) et mort le 31 janvier 1977 à Bruges (Belgique), est un peintre belge.